# Oceania-Pacyfik-Dreadnought
Oceania-Pacyfik-Dreadnought – opowiadanie fantastyczne Alexandru Macedonskiego napisane w latach 1910-1911 i opublikowane w grudniu 1913 r. na łamach czasopisma artystyczno-literackiego Flacăra (Płomień). Jest to jeden z pierwszych w literaturze rumuńskiej utworów zaliczanych do fantastyki naukowej, aczkolwiek ma on bardziej charakter pamfletu, niż utworu reprezentującego klasycznie rozumianą S-F.

## Treść
W ostatnim dniu 1951 roku zostaje do użytku oddany ogromny statek, tytułowy Oceania-Pacyfik-Dreadnought (nazwany Dreadnoughtem pokoju), zbudowany przez francusko-angielsko-amerykańską finansjerę. Na jego pokładzie umiejscowione zostało nowoczesne, luksusowe miasto, które mogło pomieścić milion pasażerów. Celem budowy statku był zysk: przewożenie miliona pasażerów oraz dzierżawa terenów na pokładzie miała przynieść twórcom statku oraz akcjonariuszom ogromne zyski. W opisie wyposażenia statku znalazły się wizje dotyczące telewizji o światowym zasięgu, ruchome ulice, domy z klimatyzacją. Budowa statku doprowadziła do takiego dobrobytu i nadwyżki złota, iż nikt nie chciał już wykonywać najprostszych czynności, zamykano sklepy, restauracje, teatry. Nawet złodzieje, którzy tyle strachu napędzali bogaczom, sami byli teraz brzuchatymi, wielkimi kapitalistami. W rezultacie bankierzy, którzy finansowali budowę statku, wysadzili go przy pomocy dynamitu w powietrze.
Na język polski opowiadanie to przełożyła Dorota Kurkowska. Zostało ono opublikowane w zbiorze Uskok w czasie. Antologia opowiadań fantastycznonaukowych pisarzy rumuńskich, Warszawa 1982.